# Elsterwerda
Elsterwerda (lågsorbiska: Wikow) är en stad i det tyska länet Elbe-Elster i förbundslandet Brandenburg. Staden ligger i Niederlausitz vid floderna Pulsnitz och Schwarze Elster (svarta Elster), en biflod till Elbe.

## Stadsdelar
- Gröden
- Hohenleipisch
- Merzdorf
- Plessa
- Prösen
- Saathain

## Befolkning
| År   | Invånare |
| ---- | -------- |
| 1875 | 3 193    |
| 1890 | 3 705    |
| 1910 | 7 024    |
| 1925 | 8 359    |
| 1933 | 8 738    |
| 1939 | 9 560    |
| 1946 | 10 966   |
| 1950 | 11 461   |
| 1964 | 11 157   |
| 1971 | 11 443   |

| År   | Invånare |
| ---- | -------- |
| 1981 | 11 572   |
| 1985 | 11 517   |
| 1989 | 11 255   |
| 1990 | 11 033   |
| 1991 | 10 947   |
| 1992 | 10 868   |
| 1993 | 10 793   |
| 1994 | 10 726   |
| 1995 | 10 656   |
| 1996 | 10 538   |

| År   | Invånare |
| ---- | -------- |
| 1997 | 10 442   |
| 1998 | 10 382   |
| 1999 | 10 334   |
| 2000 | 10 234   |
| 2001 | 9 937    |
| 2002 | 9 911    |
| 2003 | 9 804    |
| 2004 | 9 654    |
| 2005 | 9 456    |
| 2006 | 9 249    |

| År   | Invånare |
| ---- | -------- |
| 2007 | 9 096    |
| 2008 | 8 959    |
| 2009 | 8 817    |
| 2010 | 8 694    |
| 2011 | 8 498    |
| 2012 | 8 384    |
| 2013 | 8 287    |
| 2014 | 8 161    |
| 2015 | 8 186    |
| 2016 | 8 118    |

| År   | Invånare |
| ---- | -------- |
| 2017 | 7 975    |
| 2018 | 7 856    |
| 2019 | 7 853    |
| 2020 | 7 800    |

## Vänorter
- Vreden i Nordrhein-Westfalen
- Nakło nad Notecią (tyska: Nakel ) i Polen